# WWE Tag Team Championship
Ne pas confondre avec le WWE World Tag Team Championship.
Le WWE Tag Team Championship (que l'on peut traduire par le championnat par équipes de la WWE) est un championnat de catch utilisé par la World Wrestling Entertainment (WWE). Il s'agit de l'une des deux paires de titres par équipes de la division masculine existants dans le roster principal de la fédération depuis 2016 (avec le championnat du monde par équipes de la WWE ). Les titres sont exclusifs à WWE SmackDown.
Les champions actuels sont The Wyatt Sicks (Joe Gacy et Dexter Lumis), qui en sont à leur second règne. Ils ont remporté les titres en battant The Street Profits (Angelo Dawkins et Montez Ford), le 11 juillet 2025 à SmackDown.
Le 19 avril 2024, les deux titres changent de nom pour devenir les WWE Tag Team Championship.

## Histoire
En 2016, la World Wrestling Entertainment (WWE) décide de séparer à nouveau le personnel travaillant à SmackDown Live et à RAW. L'objectif est de remonter les audiences à SmackDown qui devient une émission où les intrigues pour les différents championnats n'évoluent pas. Cette séparation a lieu le 19 juillet quand la WWE organise un draft où les figures d'autorité des deux émissions choisissent leurs catcheurs et catcheuses.
Au cours de cette draft, The New Day qui sont alors les champions par équipes de la WWE rejoignent Raw. La WWE décide d'organiser un tournoi afin de désigner les premiers champions. Le 6 septembre après la demi-finale qui voit la victoire des American Alpha sur les Usos, les Usos attaquent Chad Gable. La WWE annonce que Gable souffre d'une blessure au genou qui l'empêche de participer à la finale. La WWE organise le 11 septembre durant Backlash une troisième demi finale opposant Zack Ryder et Mojo Rawley aux Usos qui voit les Usos se qualifier pour la finale,. Plus tard, Heath Slater et Rhyno deviennent les premiers champions.
|  | Quarts de finale             | Quarts de finale             | Quarts de finale             | Quarts de finale             |                           |                           | Demi-finales             | Demi-finales             | Demi-finales             | Demi-finales             |  |  | Finale | Finale | Finale | Finale |
|  |                              |                              |                              |                              |                           |                           |                          |                          |                          |                          |  |  |        |        |        |        |
|  | Le 23 août 2016 à Uncasville | Le 23 août 2016 à Uncasville | Le 23 août 2016 à Uncasville | Le 23 août 2016 à Uncasville |                           |                           | Le 6 septembre à Lincoln | Le 6 septembre à Lincoln | Le 6 septembre à Lincoln | Le 6 septembre à Lincoln |  |  |        |        |        |        |
|  | Le 23 août 2016 à Uncasville | Le 23 août 2016 à Uncasville | Le 23 août 2016 à Uncasville | Le 23 août 2016 à Uncasville |                           |                           | Le 6 septembre à Lincoln | Le 6 septembre à Lincoln | Le 6 septembre à Lincoln | Le 6 septembre à Lincoln |  |  |        |        |        |        |
|  | American Alpha               | American Alpha               | Tombé                        | Tombé                        |                           |                           | Le 6 septembre à Lincoln | Le 6 septembre à Lincoln | Le 6 septembre à Lincoln | Le 6 septembre à Lincoln |  |  |        |        |        |        |
|  | American Alpha               | American Alpha               | Tombé                        | Tombé                        |                           |                           | Le 6 septembre à Lincoln | Le 6 septembre à Lincoln | Le 6 septembre à Lincoln | Le 6 septembre à Lincoln |  |  |        |        |        |        |
|  | Tyler Breeze et Fandango     | Tyler Breeze et Fandango     | 10:13                        | 10:13                        |                           |                           | Le 6 septembre à Lincoln | Le 6 septembre à Lincoln | Le 6 septembre à Lincoln | Le 6 septembre à Lincoln |  |  |        |        |        |        |
|  | Tyler Breeze et Fandango     | Tyler Breeze et Fandango     | 10:13                        | 10:13                        | American Alpha            | American Alpha            | Tombé                    | Tombé                    |                          |                          |  |  |        |        |        |        |
|  | Le 23 août 2016 à Uncasville |                              |                              |                              | American Alpha            | American Alpha            | Tombé                    | Tombé                    |                          |                          |  |  |        |        |        |        |
|  |                              |                              | The Usos                     | The Usos                     | 0:28                      | 0:28                      |                          |                          |                          |                          |  |  |        |        |        |        |
|  | The Usos                     | The Usos                     | The Usos                     | The Usos                     | 0:28                      | 0:28                      | Tombé                    | Tombé                    |                          |                          |  |  |        |        |        |        |
|  | The Usos                     | The Usos                     | Le 6 septembre à Lincoln     |                              |                           |                           | Tombé                    | Tombé                    |                          |                          |  |  |        |        |        |        |
|  | The Ascension                | The Ascension                | 3:49                         | 3:49                         |                           |                           |                          |                          |                          |                          |  |  |        |        |        |        |
|  | The Ascension                | The Ascension                | 3:49                         | 3:49                         | The Usos                  | The Usos                  | 10:02                    | 10:02                    |                          |                          |  |  |        |        |        |        |
|  | Le 30 août à Dallas          |                              |                              |                              | The Usos                  | The Usos                  | 10:02                    | 10:02                    |                          |                          |  |  |        |        |        |        |
|  |                              |                              | Heath Slater et Rhino        | Heath Slater et Rhino        | Tombé                     | Tombé                     |                          |                          |                          |                          |  |  |        |        |        |        |
|  | Zack Ryder et Mojo Rawley    | Zack Ryder et Mojo Rawley    | Heath Slater et Rhino        | Heath Slater et Rhino        | Tombé                     | Tombé                     | Tombé                    | Tombé                    |                          |                          |  |  |        |        |        |        |
|  | Zack Ryder et Mojo Rawley    | Zack Ryder et Mojo Rawley    |                              |                              |                           |                           |                          |                          |                          |                          |  |  |        |        |        |        |
|  | The Vaudevillains            | The Vaudevillains            | 2:50                         | 2:50                         |                           |                           |                          |                          |                          |                          |  |  |        |        |        |        |
|  | The Vaudevillains            | The Vaudevillains            | 2:50                         | 2:50                         | Zack Ryder et Mojo Rawley | Zack Ryder et Mojo Rawley | 7:03                     | 7:03                     |                          |                          |  |  |        |        |        |        |
|  | Le 30 août à Dallas          |                              |                              |                              | Zack Ryder et Mojo Rawley | Zack Ryder et Mojo Rawley | 7:03                     | 7:03                     |                          |                          |  |  |        |        |        |        |
|  |                              |                              | Heath Slater et Rhino        | Heath Slater et Rhino        | Tombé                     | Tombé                     |                          |                          |                          |                          |  |  |        |        |        |        |
|  | The Headbangers              | The Headbangers              | Heath Slater et Rhino        | Heath Slater et Rhino        | Tombé                     | Tombé                     | 2:54                     | 2:54                     |                          |                          |  |  |        |        |        |        |
|  | The Headbangers              | The Headbangers              |                              |                              |                           |                           |                          | 2:54                     |                          |                          |  |  |        |        |        |        |
|  | Heath Slater et Rhino        | Heath Slater et Rhino        | Tombé                        | Tombé                        |                           |                           |                          |                          |                          |                          |  |  |        |        |        |        |
|  | Heath Slater et Rhino        | Heath Slater et Rhino        | Tombé                        | Tombé                        |                           |                           |                          |                          |                          |                          |  |  |        |        |        |        |
|  |                              |                              |                              |                              |                           |                           |                          |                          |                          |                          |  |  |        |        |        |        |

## Historique du titre

### Noms
| Nom                                  | Période                      |
| ------------------------------------ | ---------------------------- |
| WWE SmackDown Tag Team Championship  | 23 août 2016 – 19 avril 2024 |
| Undisputed WWE Tag Team Championship | 20 mai 2022 - 6 avril 2024   |
| WWE Tag Team Championship            | 19 avril 2024 -              |

### Règnes
| #                             | Champions                                                 | Règne     | Date              | Durée (en jours) | Événement                              | Lieu                              | Notes | Réf.      |
| SmackDown                     | SmackDown                                                 | SmackDown | SmackDown         | SmackDown        | SmackDown                              | SmackDown                         | SmackDown | SmackDown |
| ----------------------------- | --------------------------------------------------------- | --------- | ----------------- | ---------------- | -------------------------------------- | --------------------------------- | --- | --------- |
| 1                             | Heath Slater et Rhyno                                     | 1         | 11 septembre 2016 | 84               | Backlash (2016)                        | Richmond (Virginie)               | En battant les Usos en finale d'un tournoi, ils deviennent les premiers champions par équipes de SmackDown de l'histoire. | [ 7 ]     |
| 2                             | The Wyatt Family (Bray Wyatt, Luke Harper et Randy Orton) | 1         | 4 décembre 2016   | 23               | TLC: Tables, Ladders and Chairs (2016) | Dallas (Texas)                    | En battant Heath Slater et Rhyno, ils remportent les titres pour la première fois de leurs carrières. | [ 12 ]    |
| 3                             | American Alpha (Chad Gable et Jason Jordan)               | 1         | 27 décembre 2016  | 84               | SmackDown Live                         | Chicago (Illinois)                | En battant la Wyatt Family, les Usos, Heath Slater et Rhyno dans un Fatal 4-Way Tag Team match, ils remportent les titres pour la première fois de leurs carrières et deviennent la première équipe à gagner les titres par équipes de NXT et les titres par équipes de SmackDown. | [ 13 ]    |
| 4                             | The Usos (Jimmy et Jey)                                   | 1         | 21 mars 2017      | 124              | SmackDown Live                         | Uncasville (Connecticut)          | En battant American Alpha, ils remportent les titres pour la première fois de leurs carrières. | [ 14 ]    |
| 5                             | The New Day (Big E, Kofi Kingston et Xavier Woods)        | 1         | 23 juillet 2017   | 28               | Battleground (2017)                    | Philadelphie (Pennsylvanie)       | En battant les Usos, ils remportent les titres pour la première fois de leurs carrières et deviennent la première équipe à gagner les titres par équipes de la WWE et les titres par équipes de SmackDown. | [ 15 ]    |
| 6                             | The Usos (Jimmy et Jey)                                   | 2         | 20 août 2017      | 23               | SummerSlam (2017)                      | New York (État de New York)       | En prenant leur revanche sur le New Day. Ils deviennent la première équipe à gagner deux fois les ceintures. | [ 16 ]    |
| 7                             | The New Day (Big E, Kofi Kingston et Xavier Woods)        | 2         | 12 septembre 2017 | 26               | SmackDown Live                         | Las Vegas (Nevada)                | En prenant leur revanche sur les Usos dans un Street Fight Tag Team match, ils deviennent la seconde équipe à gagner deux fois les ceintures. | [ 17 ]    |
| 8                             | The Usos (Jimmy et Jey)                                   | 3         | 8 octobre 2017    | 182              | Hell in a Cell (2017)                  | Détroit (Michigan)                | En prenant leur revanche sur le New Day dans un Hell in a Cell match, ils deviennent la première équipe à gagner trois fois les ceintures. | [ 18 ]    |
| 9                             | The Bludgeon Brothers (Luke Harper (2) et Erick Rowan)    | 1         | 8 avril 2018      | 135              | WrestleMania 34                        | Nouvelle-Orléans (Louisiane)      | En battant les Usos et le New Day dans un Triple Threat Tag Team match. Harper devient le 6e catcheur à gagner deux fois les ceintures et le 1er à les gagner deux fois avec un partenaire différent. Rowan, quant à lui, remporte les ceintures pour la première fois de sa carrière. | [ 19 ]    |
| 10                            | The New Day (Big E, Kofi Kingston et Xavier Woods)        | 3         | 21 août 2018      | 56               | SmackDown Live                         | Brooklyn (New York)               | En prenant leur revanche sur les Bludgeon Brothers dans un No Disqualification match, ils deviennent la seconde équipe à gagner trois fois les ceintures. | [ 20 ]    |
| 11                            | The Bar (Cesaro et Sheamus)                               | 1         | 16 octobre 2018   | 103              | SmackDown Live                         | Washington (District du Columbia) | En battant le New Day, ils remportent les titres pour la première fois de leurs carrières et deviennent la seconde équipe à gagner les titres par équipes de Raw et les titres par équipes de SmackDown. | [ 21 ]    |
| 12                            | The Best Tag Team in the World (The Miz et Shane McMahon) | 1         | 27 janvier 2019   | 21               | Royal Rumble (2019)                    | Phoenix (Arizona)                 | En battant The Bar, ils remportent les titres pour la première fois de leurs carrières. | [ 22 ]    |
| 13                            | The Usos (Jimmy et Jey)                                   | 4         | 17 février 2019   | 51               | Elimination Chamber (2019)             | Houston (Texas)                   | En battant le Miz et Shane McMahon, ils deviennent la première équipe à gagner quatre fois les ceintures. | [ 23 ]    |
| 14                            | The Hardy Boyz (Matt et Jeff)                             | 1         | 9 avril 2019      | 21               | SmackDown Live                         | Brooklyn (New York)               | En battant les Usos, ils remportent les titres pour la première fois de leurs carrières et deviennent la troisième équipe à avoir gagné les ceintures par équipes des deux divisions principales. | [ 24 ]    |
| —                             | Vacant                                                    | 1         | 30 avril 2019     | 7                | SmackDown Live                         | Columbus (Ohio)                   | En raison de la blessure au genou de Jeff Hardy, les Hardy Boyz sont contraints d'abandonner les ceintures. | [ 25 ]    |
| 15                            | The New Daniel Bryan et Erick Rowan (2)                   | 1         | 7 mai 2019        | 68               | SmackDown Live                         | Louisville (Kentucky)             | En battant les Usos, Rowan devient le 7e catcheur à gagner deux fois les ceintures et le 2d à les gagner deux fois avec un partenaire différent. Daniel Bryan, quant à lui, remporte les ceintures pour la première fois de sa carrière. | [ 26 ]    |
| 16                            | The New Day (Big E, Kofi Kingston et Xavier Woods)        | 4         | 14 juillet 2019   | 63               | Extreme Rules (2019)                   | Philadelphie (Pennsylvanie)       | En battant "The New" Daniel Bryan, Rowan et Heavy Machinery (Otis et Tucker) dans un Triple Threat Tag Team match, ils deviennent la seconde équipe à gagner quatre fois les ceintures. | [ 27 ]    |
| 17                            | The Revival (Dash Wilder et Scott Dawson)                 | 1         | 15 septembre 2019 | 54               | Clash of Champions (2019)              | Charlotte (Caroline du Nord)      | En battant le New Day, ils remportent les titres pour la première fois de leurs carrières et deviennent la première équipe à avoir gagné les ceintures par équipes des trois divisions de la compagnie. | [ 28 ]    |
| 18                            | The New Day (Big E, Kofi Kingston et Xavier Woods)        | 5         | 8 novembre 2019   | 111              | SmackDown                              | Manchester ( Angleterre)          | En prenant leur revanche sur les Revival, ils deviennent la première équipe à gagner cinq fois les ceintures. | [ 29 ]    |
| 19                            | John Morrison et The Miz (2)                              | 1         | 27 février 2020   | 50               | Super ShowDown (2020)                  | Riyad ( Arabie saoudite)          | En battant le New Day, The Miz devient le 8e catcheur à gagner deux fois les ceintures et le 3e à les gagner deux fois avec un partenaire différent. John Morrison, quant à lui, remporte les ceintures pour la première fois de sa carrière. | [ 30 ]    |
| 20                            | The New Day (Big E, Kofi Kingston et Xavier Woods)        | 6         | 17 avril 2020     | 93               | SmackDown                              | Orlando (Floride)                 | En battant Jey Uso et The Miz dans un Triple Threat match, Big E permet à son équipe de devenir la première à gagner six fois les ceintures. | [ 31 ]    |
| 21                            | Cesaro (2) et Shinsuke Nakamura                           | 1         | 19 juillet 2020   | 82               | Extreme Rules (2020)                   | Orlando (Floride)                 | En battant le New Day dans un Tables match, Cesaro devient le 9e catcheur à gagner deux fois les ceintures et le 4e à les gagner deux fois avec un partenaire différent. Shinsuke Nakamura, quant à lui, remporte les ceintures pour la première fois de sa carrière. | [ 32 ]    |
| 22                            | The New Day (Kofi Kingston et Xavier Woods)               | 7         | 9 octobre 2020    | 3                | SmackDown                              | Orlando (Floride)                 | En prenant leur revanche sur Cesaro et Shinsuke Nakamura, ils deviennent la première équipe à gagner sept fois les ceintures et la première équipe au plus grand nombre de règnes. | [ 33 ]    |
| 23                            | The Street Profits (Angelo Dawkins et Montez Ford)        | 1         | 12 octobre 2020   | 88               | Raw                                    | Orlando (Floride)                 | À la suite de leurs transferts au show bleu lors du Draft, ils échangent leurs titres par équipes de Raw avec le New Day, ce qui fait qu'ils deviennent champions par équipes de SmackDown pour la première fois de leurs carrières. | [ 34 ]    |
| 24                            | Dirty Dawgs (Dolph Ziggler et Robert Roode)               | 1         | 8 janvier 2021    | 128              | SmackDown                              | St. Petersburg (Floride)          | En battant les Street Profits, ils remportent les titres pour la première fois de leurs carrières et leurs seconds titres par équipes. | [ 35 ]    |
| 25                            | Los Mysterios (Dominik Mysterio et Rey Mysterio)          | 1         | 16 mai 2021       | 63               | WrestleMania Backlash (2021)           | Tampa (Floride)                   | En battant les Dirty Dawgs, ils remportent les titres pour la première fois de leurs carrières et deviennent le premier duo père-fils de l'histoire à gagner les titres par équipes. | [ 36 ]    |
| World Wrestling Entertainment |                                                           |           |                   |                  |                                        |                                   | |           |
| 26                            | The Usos (Jimmy et Jey)                                   | 5         | 18 juillet 2021   | 622              | Money in the Bank (2021)               | Fort Worth (Texas)                | En battant les Mysterios, ils deviennent la seconde équipe à gagner cinq fois les ceintures. Le 17 janvier 2022, ils battent le record du règne le plus long de l'histoire des ceintures (182 jours durant leurs 3e règne). Le 20 mai 2022, ils redeviennent champions par équipes de Raw, pour la troisième fois, en battant RK-Bro (Randy Orton et Riddle) dans un Winner Takes All match, les titres prendront le nom de Undisputed WWE Tag Team Championship. | [ 37 ]    |
| 27                            | Kevin Owens et Sami Zayn                                  | 1         | 1er avril 2023    | 154              | WrestleMania 39                        | Inglewood (Californie)            | En battant les Usos, ils remportent les titres pour la première fois de leurs carrières. Kevin Owens devient, de ce fait, le 35e Triple Crown Champion et le 16e Grand Slam Champion. | [ 38 ]    |
| 28                            | The Judgment Day (Damian Priest et Finn Bálor)            | 1         | 2 septembre 2023  | 35               | Payback (2023)                         | Pittsburgh (Pennsylvanie)         | En battant Kevin Owens et Sami Zayn dans un Pittsburgh Steel City Street Fight match, ils remportent les titres pour la première fois de leurs carrières. De ce fait, Finn Bálor devient le 17e Grand Slam Champion. | [ 39 ]    |
| 29                            | Cody Rhodes et Jey Uso (6)                                | 1         | 7 octobre 2023    | 9                | Fastlane (2023)                        | Indianapolis (Indiana)            | En battant le Judgment Day (Damian Priest et Finn Finn Bálor), Cody Rhodes remporte les titres pour la première fois de sa carrière. Jey Uso, de son côté, remporte les ceintures pour la 6e fois et devient le 5e catcheur à les gagner deux fois avec un partenaire différent. | [ 40 ]    |
| 30                            | The Judgment Day (Damian Priest et Finn Bálor)            | 2         | 16 octobre 2023   | 173              | Raw                                    | Oklahoma City (Oklahoma)          | En prenant leur revanche sur leurs précédents adversaires avec l'aide d'une intervention extérieure de Jimmy Uso, ils deviennent la troisième équipe à gagner deux fois les ceintures. | [ 41 ]    |
| SmackDown                     |                                                           |           |                   |                  |                                        |                                   | |           |
| 31                            | A-Town Down Under (Austin Theory et Grayson Waller)       | 1         | 6 avril 2024      | 90               | WrestleMania XL                        | Philadelphie (Pennsylvanie)       | En battant The Judgment Day dans un 6-Pack Tag Team Ladder match qui inclut également The Awesome Truth (The Miz et R-Truth) qui remportent les ceintures du show rouge, #DIY (Johnny Gargano et Tommaso Ciampa), The New Day (Kofi Kingston et Xavier Woods) et New Catch Republic (Pete Dunne et Tyler Bate), ils remportent les titres pour la première fois de leurs carrières. Durant leur règne, les titres prendront les noms de WWE Tag Team Championship | [ 42 ]    |
| 32                            | #DIY (Johnny Gargano et Tommaso Ciampa)                   | 1         | 5 juillet 2024    | 28               | SmackDown                              | Toronto (Ontario) Canada          | En battant A-Town Down Under. Ils remportent les titres pour la première fois de leurs carrières et deviennent la seconde équipe à gagner les titres par équipes de NXT et les titres par équipes de SmackDown. | [ 43 ]    |
| 33                            | The Bloodline (Tama Tonga et Jacob Fatu puis Tonga Loa)   | 1         | 2 août 2024       | 84               | SmackDown                              | Cleveland (Ohio)                  | En battant #DIY. Ils remportent les titres pour la première fois de leurs carrières. Le 23 août à SmackDown, en raison du fait qu'il devient l'Enforcer de Solo Sikoa, Jacob Fatu est contraint de céder sa ceinture à Tonga Loa. | [ 44 ]    |
| 34                            | The Motor City Machine Guns (Alex Shelley et Chris Sabin) | 1         | 25 octobre 2024   | 42               | SmackDown                              | New York (New York)               | En battant la Bloodline après avoir battu #DIY, ils remportent les titres pour la première fois de leurs carrières. | [ 45 ]    |
| 35                            | #DIY (Johnny Gargano et Tommaso Ciampa)                   | 2         | 6 décembre 2024   | 98               | SmackDown                              | Minneapolis (Minnesota)           | En prenant leur revanche sur Motor City Machine Guns qui les avait battus en finale du tournoi pour devenir aspirants no 1, ils deviennent la quatrième équipe à gagner deux fois les ceintures. | [ 46 ]    |
| 36                            | The Street Profits (Angelo Dawkins et Montez Ford)        | 2         | 14 mars 2025      | 119              | SmackDown                              | Badalone ( Espagne)               | Ils deviennent la cinquième équipe à gagner deux fois les ceintures. | [ 47 ]    |
| 37                            | The Wyatt Sicks (Joe Gacy et Dexter Lumis)                | 1         | 11 juillet 2025   | 15+              | SmackDown                              | Nashville (Tennessee)             | Ils remportent leurs premiers titres à la WWE. | [ 48 ]    |

## Règnes combinés

### En solo
| Signe | Notes                                    |
| ----- | ---------------------------------------- |
|       | Lutteur travaillant toujours à SmackDown |
|       | Lutteur travaillant toujours à la WWE    |
| †     | Lutteur décédé                           |

| Rang | Catcheur          | Règnes | Jours | 1re victoire   |
| ---- | ----------------- | ------ | ----- | -------------- |
| 1    | Jey Uso           | 6      | 1011  | 21 mars 2017   |
| 2    | Jimmy Uso         | 5      | 1002  | 21 mars 2017   |
| 3    | Kofi Kingston     | 7      | 380   | 23 juill. 2017 |
| 3    | Xavier Woods      | 7      | 380   | 23 juill. 2017 |
| 5    | Big E             | 6      | 377   | 23 juill. 2017 |
| 6    | Finn Bálor        | 2      | 208   | 2 sept. 2023   |
| 6    | Damian Priest     | 2      | 208   | 2 sept. 2023   |
| 8    | Angelo Dawkins    | 2      | 207   | 12 oct. 2020   |
| 8    | Montez Ford       | 2      | 207   | 12 oct. 2020   |
| 10   | Erick Rowan       | 2      | 203   | 8 avr. 2018    |
| 11   | Cesaro            | 2      | 185   | 16 oct. 2018   |
| 12   | Luke Harper †     | 2      | 158   | 4 déc. 2016    |
| 13   | Kevin Owens       | 1      | 154   | 1er avr. 2023  |
| 13   | Sami Zayn         | 1      | 154   | 1er avr. 2023  |
| 15   | Robert Roode      | 1      | 128   | 8 janv. 2021   |
| 15   | Dolph Ziggler     | 1      | 128   | 8 janv. 2021   |
| 17   | Johnny Gargano    | 2      | 126   | 5 juill. 2024  |
| 17   | Tommaso Ciampa    | 2      | 126   | 5 juill. 2024  |
| 19   | Sheamus           | 1      | 103   | 16 oct. 2018   |
| 20   | Austin Theory     | 1      | 90    | 6 avr. 2024    |
| 20   | Grayson Waller    | 1      | 90    | 6 avr. 2024    |
| 22   | Heath Slater      | 1      | 84    | 11 sept. 2016  |
| 22   | Rhyno             | 1      | 84    | 11 sept. 2016  |
| 22   | Chad Gable        | 1      | 84    | 27 déc. 2016   |
| 22   | Jason Jordan      | 1      | 84    | 27 déc. 2016   |
| 22   | Jacob Fatu        | 1      | 84    | 2 août 2024    |
| 22   | Tama Tonga        | 1      | 84    | 2 août 2024    |
| 22   | Tonga Loa         | 1      | 84    | 2 août 2024    |
| 29   | Shinsuke Nakamura | 1      | 82    | 19 juill. 2020 |
| 30   | The Miz           | 2      | 71    | 27 janv. 2019  |
| 31   | Daniel Bryan      | 1      | 68    | 7 mai 2019     |
| 32   | Rey Mysterio      | 1      | 63    | 16 mai 2021    |
| 32   | Dominik Mysterio  | 1      | 63    | 16 mai 2021    |
| 34   | Dash Wilder       | 1      | 54    | 15 sept. 2019  |
| 34   | Scott Dawson      | 1      | 54    | 15 sept. 2019  |
| 36   | John Morrison     | 1      | 50    | 27 fév. 2020   |
| 37   | Alex Shelley      | 1      | 42    | 25 oct. 2024   |
| 37   | Chris Sabin       | 1      | 42    | 25 oct. 2024   |
| 39   | Bray Wyatt †      | 1      | 23    | 4 déc. 2016    |
| 39   | Randy Orton       | 1      | 23    | 4 déc. 2016    |
| 41   | Shane McMahon     | 1      | 21    | 27 janv. 2019  |
| 41   | Jeff Hardy        | 1      | 21    | 9 avr. 2019    |
| 41   | Matt Hardy        | 1      | 21    | 9 avr. 2019    |
| 44   | Joe Gacy          | 1      | 15+   | 11 juill. 2025 |
| 44   | Dexter Lumis      | 1      | 15+   | 11 juill. 2025 |
| 46   | Cody Rhodes       | 1      | 9     | 7 oct. 2023    |

### Par équipe
| Signe | Notes                                    |
| ----- | ---------------------------------------- |
|       | Lutteur travaillant toujours à SmackDown |
|       | Lutteur travaillant toujours à la WWE    |
| †     | Lutteur décédé                           |

| Rang | Équipes | Règnes | Jours | 1re victoire   |
| ---- | --- | ------ | ----- | -------------- |
| 1    | The Usos (Jey Uso et Jimmy Uso )                                                                                 | 5      | 1002  | 21 mars 2017   |
| 2    | The New Day (Big E et/ou Xavier Woods et/ou Kofi Kingston ) Big E, Xavier Woods et Kofi Kingston et Xavier Woods | 7 6 1  | 380   | 23 juill. 2017 |
| 3    | The Judgment Day (Finn Bálor et Damian Priest )                                                                  | 2      | 208   | 2 sept. 2023   |
| 4    | The Street Profits (Montez Ford et Angelo Dawkins )                                                              | 2      | 207   | 12 oct. 2020   |
| 5    | Kevin Owens et Sami Zayn                                                                                         | 1      | 154   | 1er avr. 2023  |
| 6    | The Bludgeon Brothers (Harper † et Rowan )                                                                       | 1      | 135   | 8 avr. 2018    |
| 7    | Dirty Dawgs (Dolph Ziggler et Robert Roode)                                                                      | 1      | 128   | 8 janv. 2021   |
| 8    | #DIY (Johnny Gargano et Tommaso Ciampa )                                                                         | 2      | 126   | 5 juill. 2024  |
| 9    | The Bar (Cesaro et Sheamus )                                                                                     | 1      | 103   | 16 oct. 2018   |
| 10   | A-Town Down Under (Austin Theory et Grayson Waller )                                                             | 1      | 90    | 6 avr. 2024    |
| 11   | Heath Slater et Rhyno                                                                                            | 1      | 84    | 11 sept. 2016  |
| 11   | American Alpha (Chad Gable et Jason Jordan)                                                                      | 1      | 84    | 27 déc. 2016   |
| 11   | The Bloodline (Jacob Fatu , Tama Tonga et Tonga Loa )                                                            | 1      | 84    | 2 août 2024    |
| 14   | Cesaro et Shinsuke Nakamura                                                                                      | 1      | 82    | 19 juill. 2020 |
| 15   | Daniel Bryan et Erick Rowan                                                                                      | 1      | 68    | 7 mai 2019     |
| 16   | Los Mysterios (Dominik Mysterio et Rey Mysterio )                                                                | 1      | 63    | 16 mai 2021    |
| 17   | The Revival (Dash Wilder et Scott Dawson)                                                                        | 1      | 54    | 15 sept. 2019  |
| 18   | John Morrison et The Miz                                                                                         | 1      | 50    | 27 fév. 2020   |
| 19   | Motor City Machine Guns (Alex Shelley et Chris Sabin )                                                           | 1      | 42    | 25 oct. 2024   |
| 20   | Wyatt Family (Bray Wyatt †, Luke Harper † et Randy Orton )                                                       | 1      | 23    | 4 déc. 2016    |
| 21   | The Best Tag Team in The World (The Miz et Shane McMahon)                                                        | 1      | 21    | 27 janv. 2019  |
| 21   | Hardy Boyz (Jeff Hardy et Matt Hardy)                                                                            | 1      | 21    | 9 avr. 2019    |
| 23   | The Wyatt Sicks (Joe Gacy et Dexter Lumis )                                                                      | 1      | 15+   | 11 juill. 2025 |
| 24   | Cody Rhodes et Jey Uso                                                                                           | 1      | 9     | 7 oct. 2023    |

## Statistiques
| Record                                       | Détenteur du record                        | Chiffre   |
| -------------------------------------------- | ------------------------------------------ | --------- |
| Le plus grand nombre de règnes par équipe    | The New Day (Kofi Kingston & Xavier Woods) | 7 fois    |
| Le plus grand nombre de règnes en individuel | Kofi Kingston & Xavier Woods               | 7 fois    |
| Règne le plus long                           | The Usos (Jey & Jimmy Uso)                 | 622 jours |
| Règne le plus court                          | The New Day (Kofi Kingston & Xavier Woods) | 3 jours   |
| Champion le plus âgé                         | Shane McMahon                              | 49 ans    |
| Champion le plus jeune                       | Dominik Mysterio                           | 24 ans    |